# Lepyrus palustris
Lepyrus palustris är en skalbaggsart som först beskrevs av Giovanni Antonio Scopoli 1763.  Lepyrus palustris ingår i släktet Lepyrus, och familjen vivlar. Arten har ej påträffats i Sverige.